# Gregorio Samaniego (futbolista)
Gregorio Samaniego (9 de mayo de 1917) fue un exfutbolista paraguayo que se desempeñaba como delantero.

## Clubes
| Club        | País      | Año         |
| ----------- | --------- | ----------- |
| River Plate | Argentina | 1935 - 1939 |
| Banfield    | Argentina | 1939        |
| River Plate | Argentina | 1940        |